# Sweet Boy
Sweet Boy è un film del 2016 diretto da Niroon Limsomwong e Sathanapong Limwongthong.

## Trama
Nack è un ragazzo di 17 anni, orfano di padre, la cui vita è tutta incentrata solo sullo studio. Sua madre lavora sempre fino a tardi ed è sempre in ritardo, rendendo il ragazzo solo. Inizia per lui l'ultimo anno di liceo, dove inizia a sentirsi solo e sotto pressione. Quando il diploma e gli esami di entrata all'università si avvicinano, inizia ad imparare sull'amore e il sesso per la prima volta nella sua vita. Deve affrontare le domande sulla moralità del suo amore omosessuale. Cosa farà?

## Personaggi e interpreti

### Principali
- Nack, interpretato da Wachirawit Ruangwiwat "Chimon".
- Toy, interpretato da Natchakal Reungrong "Palm".
- Petch, interpretato da Thanwa Heffels "Christian".